# Ernst Sachse
Ernst Sachse (* 25. Januar 1813 in Altenburg; † 5. Oktober 1870 in Weimar) war ein deutscher Trompeter und Komponist.
Ernst Sachse wurde als Sohn von Ernst Friedrich Ludwig Sachse (1788–1847) geboren, der lange Jahre in Altenburg und in Eisenberg als Stadtmusiker und schließlich als Leiter der Stadtmusik tätig war. Ernst Sachse erfuhr seine musikalische Ausbildung von seinem Vater. Im Alter von einundzwanzig Jahren verließ er seine Heimatstadt und trat der Großherzoglichen Hofkapelle in Weimar bei. Diesem Orchester, das in dieser Zeit u. a. von Johann Nepomuk Hummel, Hippolyte Chelard, Franz Liszt und Eduard Lassen geleitet wurde, gehörte er bis 1869 als Solotrompeter an. Um die Mitte des 19. Jahrhunderts galt er als einer der besten Trompeter Deutschlands. Hector Berlioz pries ihn in seinen Memoiren für seine „außerordentliche Kraft“. Auf Einladung von Felix Mendelssohn Bartholdy gab er 1844 mehrere Solokonzerte in London, die ihm allgemeine Anerkennung einbrachten. Er spielte in den Premieren mehrerer Wagner-Opern, darunter 1850 in der Uraufführung des Lohengrin unter der Leitung von Franz Liszt. Lexikoneinträge, wonach er nach 1860 zeitweise in Paris gewirkt haben soll, lassen sich nicht durch zeitgenössische Presseartikel belegen und beruhen möglicherweise auf einer Verwechslung. Ernst Sachse starb 1870 in Weimar an Wassersucht.
Seine bekannteste Komposition ist das Concertino für Tenorposaune und Orchester, das er für seinen Posaunenkollegen in der Weimarer Hofkapelle Moritz Nabich (1815–1893) schrieb, sowie die Bearbeitung desselben für Bassposaune in F-Dur. Er hinterließ jedoch auch andere Werke für Orchester und Kammermusik. Wohl als Reaktion auf die steigenden Ansprüche an die Transpositionstechnik in Richard Wagners Werken verfasste er um 1850 Etüden, die noch heute im Musikstudium als Transpositionsübungen für Trompeter herangezogen werden. Zu seinen Schülern zählte der berühmte 1. Trompeter des Gewandhausorchesters Leipzig, Christian Ferdinand Weinschenk (1831–1910).

## Werke

### Orchesterwerke
- Polonaise in E-Dur für großes Orchester, 1840.[7]
- Polka in B-Dur, für Orchester[7][8]
- Concertino in D-Dur, für Trompete und Orchester[9][10]
  - Bearbeitung: Concertino in Es-Dur, für Solo Es-Kornett und Bläser[5]
- Concertino in B-Dur, für Posaune und Orchester[11], auch bearbeitet für Posaune und Blasorchester[12]
  1. Allegro maestoso
  2. Adagio
  3. Thema (allegro moderato)
  4. Variation 1
  5. Fine I (a tempo)
  6. Variation 2
  7. Fine II (ossia) (Piu lento)
- Concertino in F-Dur, für Bassposaune und Orchester (Fassungen mehrerer Bearbeiter des Tenorposaunenkonzertes, die Bassposaunisten oft als Probespielkonzert dienen), auch bearbeitet für Bassposaune und Blasorchester
  1. Allegro
  2. Andante
  3. Allegro moderato
  4. Variation I
  5. Variation II

### Werke für Blasorchester
- Festmarsch und Polka in Es-Dur[7][8]
- Soldatentraum und Erwachen in Es-Dur, Marsch[7][8]
- Vier Märsche für Militärmusik (As-Dur, Es-Dur, B-Dur und F-Dur)[7][8]
- Ouvertüre und Zwischenaktmusiken[7]

### Kammermusik
- Sonate, für Horn und Piano
- Streichquartett 4
- Sechs konzertante Duette, für zwei Trompeten
- Sechs Duette, für zwei Trompeten[13]
- Variationen für Trompete und Pianoforte[14][15]

### Unterrichtswerke
- 100 Etüden, für Trompete[16]
- 28 Etüden, für Trompete